# Grafmonument van het echtpaar Jurgens-Feijen
Het grafmonument van het echtpaar Jurgens-Feijen is een grafmonument op de rooms-katholieke begraafplaats Eikenboomgaard in de Nederlandse stad Oss, dat wordt beschermd als rijksmonument.

## Achtergrond
Johannes Jurgens (1807-1887), lid van de familie Jurgens, was een zoon van Willem Jurgens en Henrica van Valkenburg. Hij trouwde in 1852 met Maria Bernarda Feijen (1822-1889). Twee jaar later richtte hij met zijn broer Antoon Jurgens een boterfabriek op, voorloper van Anton Jurgens' Margarinefabrieken. 
Het echtpaar Jurgens-Feijen werd begraven in de eerste klas van begraafplaats Eikenboomgaard. Hun grafmonument werd ontworpen door architect Petrus Stornebrink en uitgevoerd bij het kunstatelier Sint Antonius in Wijchen.

## Beschrijving
Het graf heeft een vierkante plattegrond. Op een verhoging staat een graftombe met gebogen afdekplaat en kalkstenen leeuwen op de hoeken. Achter de tombe staat een natuurstenen opstand. In het hogere middengedeelte zijn plaquettes aangebracht met de bijzonderheden van de overledenen. Het gedeelte wordt bekroond met een fronton met kruis. Tegen de opstand staat, links van de tombe, een Mariabeeld. Aan de andere zijde stond oorspronkelijk een beeld van Johannes. Op de hoeken zijn obelisken geplaatst, gedecoreerd met een mercuriusstaf en een bijenkorf, attributen die verwijzen naar de handel en nijverheid.
Het graf wordt omgeven door een hekwerk van hardstenen zuiltjes, waartussen een schakelketting is geplaatst.

## Waardering
Het grafmonument werd in 2001 in het Monumentenregister opgenomen, het wordt beschouwd als "van algemeen cultuurhistorisch belang als bijzondere uitdrukking van een sociaal-economische ontwikkeling. Het grafmonument van Joannes Jurgens en Maria Feijen is van architectuurhistorisch/kunsthistorisch belang vanwege de hoogwaardige esthetische kwaliteiten en het bijzondere materiaalgebruik en de ornamentiek. Het graf van Joannes Jurgens en Maria Feijen vormt een essentieel onderdeel van het complex Eikenboomgaard en heeft als zodanig ensemblewaarde."